# ガルシニア
ガルシニア
- フクギ科（旧分類ではオトギリソウ科）フクギ属のラテン名 Garcinia
- 上記のフクギ属のガルシニアカンボジア。この植物の別名としてインディアンデイト、ゴラカ、タマリンド等がある。但しマメ科の植物にもタマリンドがあり、通常、「タマリンド」と言えばマメ科の方を指す。
- 上記のガルシニアカンボジアの果実成分の由来物。サプリメントとして利用される。この意味の用法が多いようである。本記事で説明する。

ガルシニアとはガルシニアカンボジア（Garcinia gummi-gutta; シノニム: Garcinia cambogia）というフクギ科の植物の果実成分の由来物である。食欲を調整し脂肪合成を抑制するとされる。ガルシニアに含まれるヒドロキシクエン酸（HCA:hydroxycitric acid）には脂肪蓄積抑制作用、グリコーゲン蓄積促進作用、脂肪分解作用があるとされるため、ガルシニアエキスがサプリメントの原料として使用される。ラット試験において多量摂取による有害性が確認されている一方、問題なかったという実験結果もある。
本項では元となったガルシニアカンボジアについても併せて解説することとする。

## 分布
はっきり原産地と分かっているのはインド（カルナータカ州、ケーララ州、ゴア州、タミル・ナードゥ州、西ベンガル州、マハーラーシュトラ州）であるが、スリランカやミャンマーにも見られ、バングラデシュにも人為的に持ち込まれて定着している。キュー植物園系の Plants of the World Online によるとインドのアッサム州にも持ち込まれている。

## 形態的特徴
高さ12メートルの高木で樹冠は円形、枝は垂下性である。
葉は広披針形、長さ10-15センチメートルである。
花は雑性で黄-橙色である。
果実はつるつるとして径4-7.5センチメートル、橙黄色あるいは赤色で縦に6-8条の深い溝が見られる。

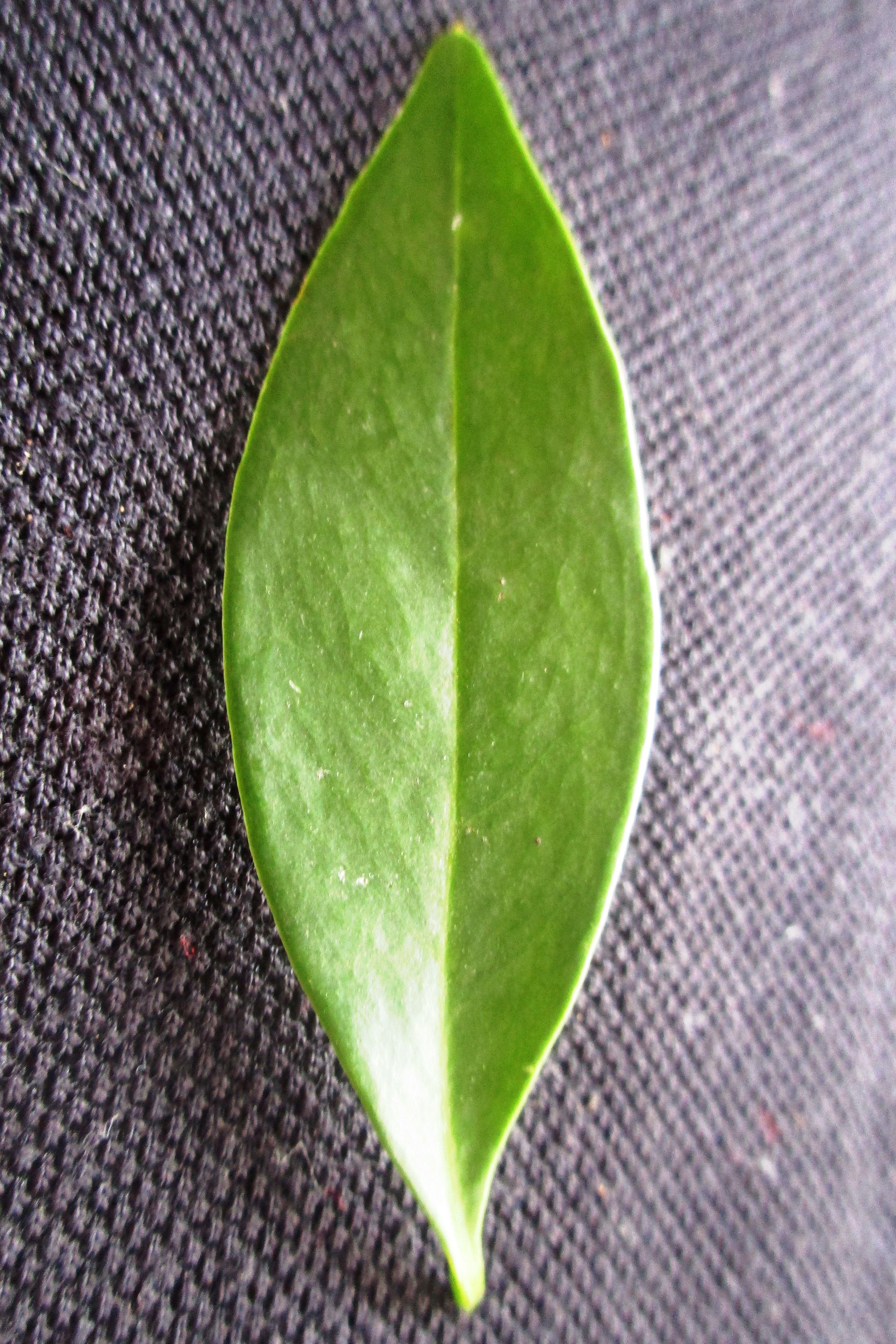
葉
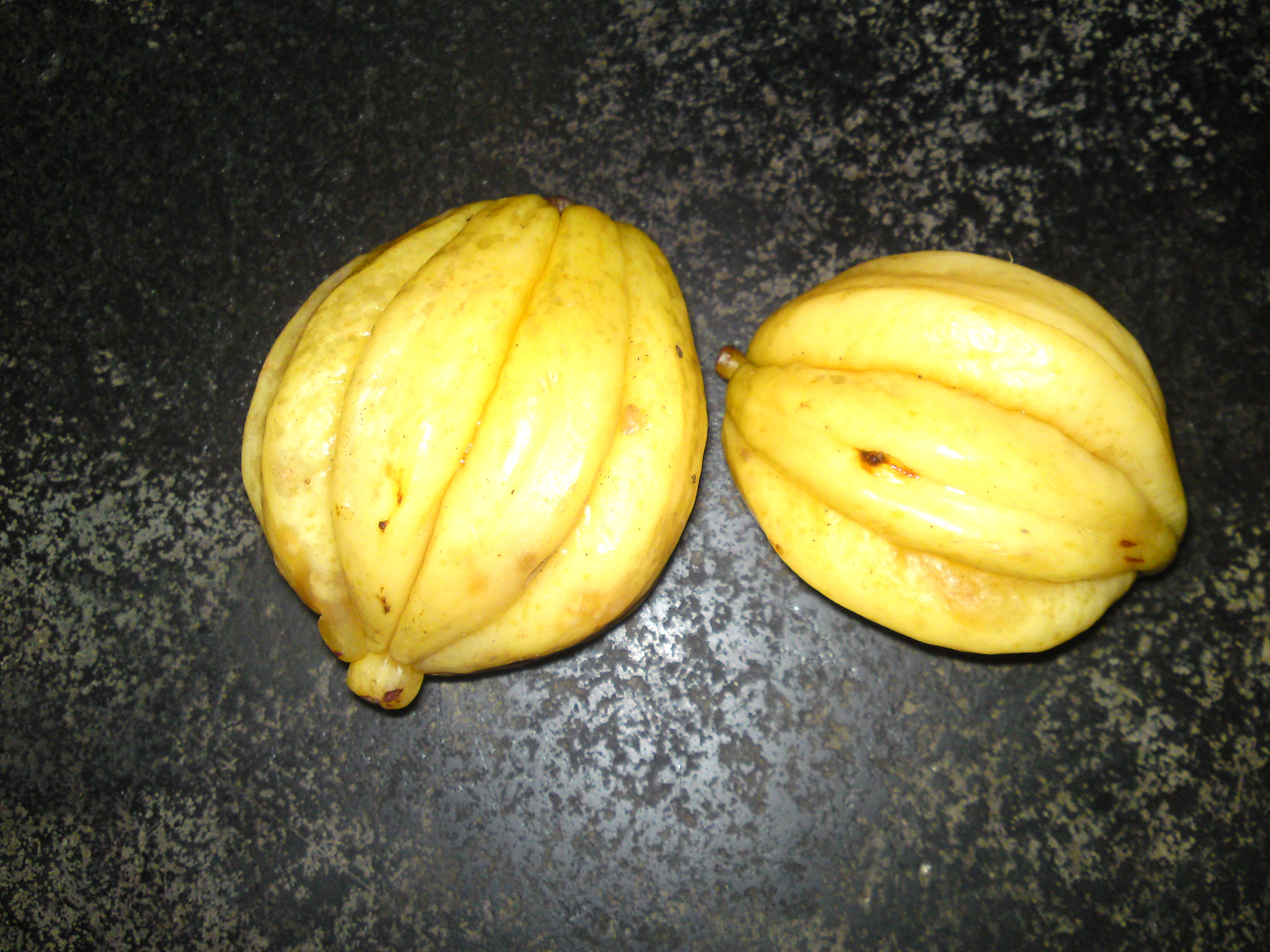
果実

## 利用

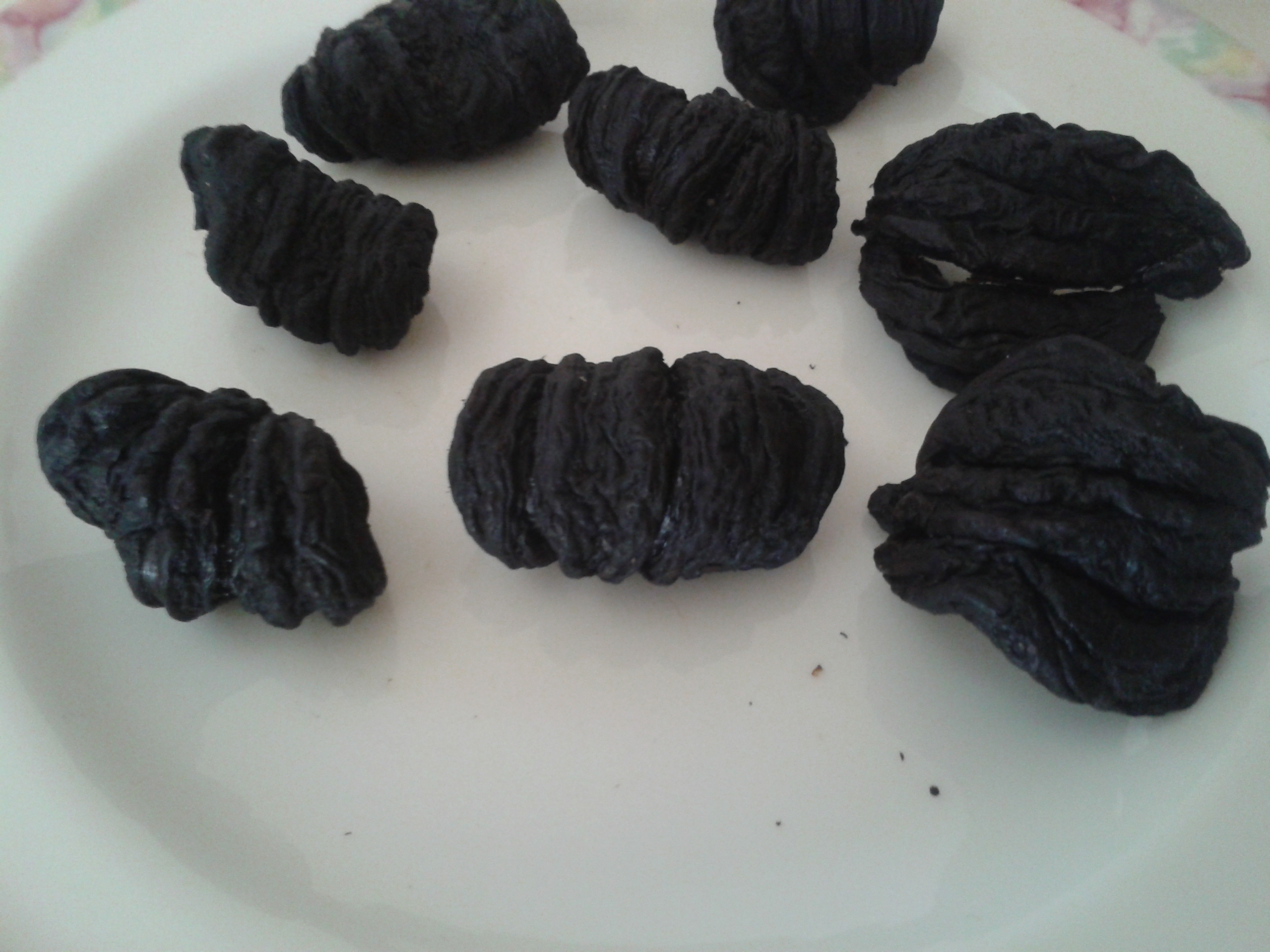
乾燥されて燻された果実。

熟した果実は生で食され、甘味があるが酸味も強い。ライムの代用品ともされる。乾燥果実は保存されて魚と共に塩漬けにされる。スリランカでは「ゴラカ」(シンハラ語: ගොරක goraka) あるいは「ゴロク」(シンハラ語: ගොරොක් gorok) と呼ばれ、果実がカレーに用いられてきた。乾燥したものを水で戻して使い、食卓に出す際には取り除く。

### 健康食品
ガルシニアのサプリメントはフクギ科フクギ属の常緑樹ガルシニアカンボジアの果実成分である。有効成分（ヒドロキシクエン酸 ）が脂肪合成を阻害し、摂取者の空腹感を紛らわすことが発見されたため、ダイエットに用いられるようになった。しかし、ガルシニアの摂取は減量には効果がないという意見もある。ガルシニアの有効性については、数多くの臨床試験がなされている。1998年以前の不確かな臨床データを用いて有効性を謳う商法もある為、利用には最新の情報に留意するなど今後とも注意が必要といえる。
また、1年間継続投与する動物実験により精巣障害、ホルモン分泌への影響等の有害性があるというデータが国立医薬品食品衛生研究所より発表されている。一方、ヒトの過剰摂取試験で有害性が確認できないという報告もある。

#### 効能・効果
ガルシニアの主成分であるヒドロキシクエン酸は、食欲と脂肪の組成を抑える働きがある。
ガルシニアは、アーユルヴェーダ（インド伝承医学）において、古来より胃潰瘍の治療に使われてきた。
2002年に発表された研究結果によると、ガルシニアの成分であるガルシノールが、胃の酸性状態を緩和する働きがあることが分かった。
またガルシニアの外皮は、下痢や赤痢に古くから使われてきた。

#### 作用のメカニズム
食事等から過剰に摂取された糖質はクエン酸サイクル（TCA回路）において、クエン酸からアセチルCoAに変換され、脂肪酸合成に利用される。この変換に関与する酵素がアデノシン3リン酸クエン酸リアーゼ（ATP:citrate oxaloacetate lyase, EC 4.1.3.8)。
ガルシニアのHCAはクエン酸と化学構造が類似しているため、この酵素の作用を阻害し、脂肪酸合成を抑制する。またこの阻害反応によりアセチルCoAに変換されないクエン酸が増加し、グルコースからのグリコーゲン生成量が増大する。このため血糖値が安定し、空腹感が抑制されるため、過食予防の効果も期待される。

#### サプリメントとしての信頼性
日常生活で摂取される食品と同等のものであり、摂取量を守る限り副作用が起こる可能性やその危険性は非常に低いとされている。

#### サプリメントとしての機能
ダイエットの補助として、摂食抑制として、減量を目的として用いられる。
- 副作用らしき症状や身体の変化を感じたら、服用を止め、医師や保健所に相談した方が良い。

#### 報告されている副作用
有効とされるデータが報告されていない。

#### ヒト臨床試験
ガルシニア抽出物摂取による有効性を検証したヒト試験では、下記の4つの作用に関して報告されている。

##### 脂肪燃焼作用
ガルシニア摂取時の呼気の呼吸商により、体内の脂肪燃焼の程度を評価した報告がある。健常者を対象にヒドロキシクエン酸入りのドリンクを摂取させても効果が認められなかったとある。一方、夜間休息時や運動時に呼吸商が低下し、脂肪燃焼が促進されていることを示した報告もある。

##### 体脂肪率、体重減少作用
BMIが27から38の被験者が参加し、ガルシニア（ヒドロキシクエン酸として1500㎎/日）を摂取した試験において明らかな体重減少が認められなかったとの報告がある。一方で、BMIが23から29の健常者を対象にガルシニア（ヒドロキシクエン酸として1200mg/日）を摂取する試験を実施し、体脂肪率の増加を抑制したという報告がなされた。さらに、健常女性を対象にヒドロキシクエン酸として750mg/日、12週間の摂取試験を行ったところ、プラセボ（偽薬）群に比べて体重の減少および皮下脂肪、内臓脂肪面積で差が認められたことが報告されている。

##### グリコーゲン蓄積作用
運動直後にガルシニア抽出物（ヒドロキシクエン酸として500㎎）を摂取したところ、運動3時間後の筋肉中のグリコーゲンがプラセボ群に比べ有意に上昇することが示された。

##### 持久力向上作用
ガルシニア抽出物（ヒドロキシクエン酸として250mg）を5日間摂取することにより、プラセボ群に比べ、過酷な運動が持続できる時間が延長したことが示されている。

#### 食品としての安全性
ガルシニアの果皮は酸味があり、インドでは酸味料としてカレーなどの料理に用いられ、長年にわたり食されてきた。
ラットにおいてガルシニア抽出物の投与で精巣毒性が観察されたとの報告がなされたため、厚生労働省より安全性確保のためにヒドロキシクエン酸の継続的な多量摂取には注意を喚起する情報提供がなされた。
この一方、ラットにおいてヒドロキシクエン酸1500㎎/㎏の90日間の連続摂取でも精巣毒性や有害所見が認められなかったという報告がある。ヒトの摂取試験において、明らかな有害事象が観察されたという報告はなく、さらに、ヒトにより1日あたりヒドロキシクエン酸として3000mgを摂取する試験がなされたが、ホルモンの分泌への影響など有害事象は確認できなかった。

## 諸言語における呼称
インド:
- タミル語: கொறுக்காய் (koṟukkāy コルッカーイ);〔刻んで乾燥させた果皮〕கொறுக்காய்ப்புளி (koṟukkāyppuḷi コルッカーイップリ)[16]
- マラヤーラム語: കുടമ്പുളി (kuṭampuḷi クダンプリ)[17]

スリランカ:
- シンハラ語: ගොරක (goraka)、ගොරොක්  (gorok)[4]

## 引用文献
1. 1 2  Deepu, S. & Geethakumary, M.P. (2020). Garcinia gummi-gutta. The IUCN Red List of Threatened Species 2020: e.T117894456A117894469. doi:10.2305/IUCN.UK.2020-3.RLTS.T117894456A117894469.en. Downloaded on 25 July 2021.
2. 1 2 3  POWO (2019). Plants of the World Online. Facilitated by the Royal Botanic Gardens, Kew. Published on the Internet; http://www.plantsoftheworldonline.org/taxon/urn:lsid:ipni.org:names:427982-1 Retrieved 25 July 2021.
3. 1 2 3 4 5 6 7  熱帯植物研究会 編 編「ゴラカ G. cambogia Desr.」『熱帯植物要覧』（第4版）養賢堂、1996年、122頁。ISBN 4-924395-03-X。
4. 1 2  Clough, B. (1892). A Sinhalese-English Dictionary. Kollupitiya, Colombo: Wesleyan Mission Press. p. 170
5. ↑  Ishii Y et al., Safety of Garcinia cambogia Extract in Healthy Volunteers : High-Dose administriction study II., J. Oleo Sci., 52(12), 663-671 (2003)
6. ↑  van Loon L. J. et al.,  Effects of acute (-)-hydroxycitrate supplementation on substrate metabolism at rest and during exercise in humans., Am J Clin Nutr;72:1445–50 (2000).
7. ↑  Kovacs E. M. et al., The effects of 2-week ingestion of (-)-hydroxycitrate and (-)-hydroxycitrate combined with medium-chain triglycerides on satiety, fat oxidation, energy expenditure and body weight., Int. J. Obes. Relat. Metab. Disord. 25, 1087-1094 (2001)
8. ↑  Tomita K. et al.,(-)-Hydroxycitrate ingestion increases fat oxidation during moderate intensity exercise in untrained men., Biosci. Biotechnol. Biochem., 67(9), 1999-2001 (2003)
9. ↑  Heymsfield SB et al., Garcinia cambogia (hydroxycitric acid) as a potential antiobesity agent a randomized controlled trial. JAMA 280: 1596-1600, (1998)
10. ↑  Kim JE et al., Does glycine max leaves or Garcinia cambogia promote weight-loss or lower plasma cholesterol in overweight individuals: A randomized control trial.Nutr. J. 10(94)
11. ↑  Onomura K. et al., Effects of chronic ingestion of jelly drink containing Garcinia extract on body fat mass. J. Nutr. Food 3(4). 23-30 (2000).
12. ↑  Cheng I. S. et al., Oral hydroxycitrate supplementation enhances glycogen synthesis in exercised human skeletal muscle., Br. J. Nutr., 107, 1048–1055 (2012)
13. ↑  Lim K. et al., (-)-Hydroxycitric Acid Ingestion Increases Fat Utilization During Exercise in Untrained Women., J. Nutr. Sci. Vitaminol., 49, 163-167 (2003)
14. ↑   Shara M et al., Physico-chemical properties of a novel (-)-hydroxycitric acid extract and its effect on body weight, selected organ weights, hepatic lipid peroxidation and DNA fragmentation, hematology and clinical chemistry, and histopathological changes over a period of 90 days., Mol Cell Biochem., 260(1-2), 171-186 (2004).
15. ↑  Ishii Y et al., Safety of Garcinia cambogia Extract in Healthy Volunteers : High-Dose administriction study II., J. Oleo Sci., 52(12), 663-671 (2003)
16. ↑  Winslow, Miron (1862). Winslow's a Comprehensive Tamil-English Dictionary. Madras: Hunt. p. 373 (Reprint: New Delhi, Asian Educational Services, 1979. NCID BA00487918)
17. ↑  Gundert, H. (1872). A Malayalam and English Dictionary. Mangalore: C. Stolz. p. 256